# 都柏林轻轨
都柏林轻轨（爱尔兰语：Luas，意为“速度”）是爱尔兰都柏林的现代有轨电车和轻轨运输系统，2015年共运送旅客3460万人次。
主要有两条线路：绿线和红线，绿线于2004年6月30日开始运营，红线于2004年9月26日开始运营，两条线路现已延伸并建立分支线。该系统目前有67座车站和42.1（26.2英里）的轨道。
都柏林轻轨由法国交通发展集团运营，属于爱尔兰交通基础设施（Transport Infrastructure Ireland，简称TII），是“爱尔兰国家交通局规划（2000-2016）”的一部分。2013年6月开始建造一条6千米长的绿线延伸线（穿城线）用以连接城市北部中心，2017年12月9日举行通车仪式，使得绿线和红线之间得以互相连接，计划中该线路的开通将缓解都柏林市中心拥堵的交通状况，然而实际却造成了反效果，轻轨阻碍了其他大型交通工具的通行。

## 历史
建设都柏林轻轨的想法最初于1994年在都柏林运输倡议（Dublin Transportation Initiative，简称DTI）中提出，此设想参考了早年的都柏林电车，一次运行60（37英里），能够到达城市的大部分地区。此倡议之后，爱尔兰交通运输系统公司（爱尔兰语：Córas Iompair Éireann，简称CIÉ）和爱尔兰国有交通运营商被要求研究不同的方案。他们建议分两个阶段建造轻轨：
- 第一阶段：塔拉特(广场)（Tallaght-The Square）经过市中心到邓德拉姆（英语：Dundrum, Dublin）（Dundrum）或巴拉利（Balally）
- 第二阶段：巴利蒙（Ballymun）经过市中心和邓德拉姆（英语：Dundrum, Dublin）或巴拉利到桑迪福德（Sandyford）

1996年的交通法案为爱尔兰交通运输系统公司建造轻轨提供了法律框架，在1997年5月，公司为建设第一阶段和部分第二阶段申请了轻轨建设许可。
建设许可调查于1997年7月开始，但被搁置以研究建设地下线路的可行性。1998年5月，政府决定修改原计划而修建两条线路：
- 第一条线：塔拉特(广场)运行到康诺利站

- 第二条线：桑迪福德的工业区通过巴拉利和市中心到都柏林机场，市中心的运行路段为地下线路

2001年12月，为轻轨的发展责任而将项目执行方从爱尔兰交通运输系统公司转移到爱尔兰铁路采购局（Railway Procurement Agency，简称RPA），一个新成立的独立运行政府机构。
2001年3月，项目方与意大利安萨尔多工程公司（Ansaldo）和澳大利亚MVM工程公司签署了建设合同，塔拉特(广场)到康诺利站的第一条线以及桑迪福德到圣史蒂芬绿地（St. Stephen's Green）的第二条线部分线路开工建设。圣史蒂芬绿地至都柏林机场的轻轨路段之前已被放弃，因为此路段的轻轨被决定由都柏林地铁替代。维护和实际运营轻轨由爱尔兰Veolia交通运输公司（前称Connex）负责。
红线的发展得益于欧盟在欧洲区域发展基金8250万欧元的支持，并被建议在部分预计发展线路地区上调税收以减轻负担。

### 开通运营

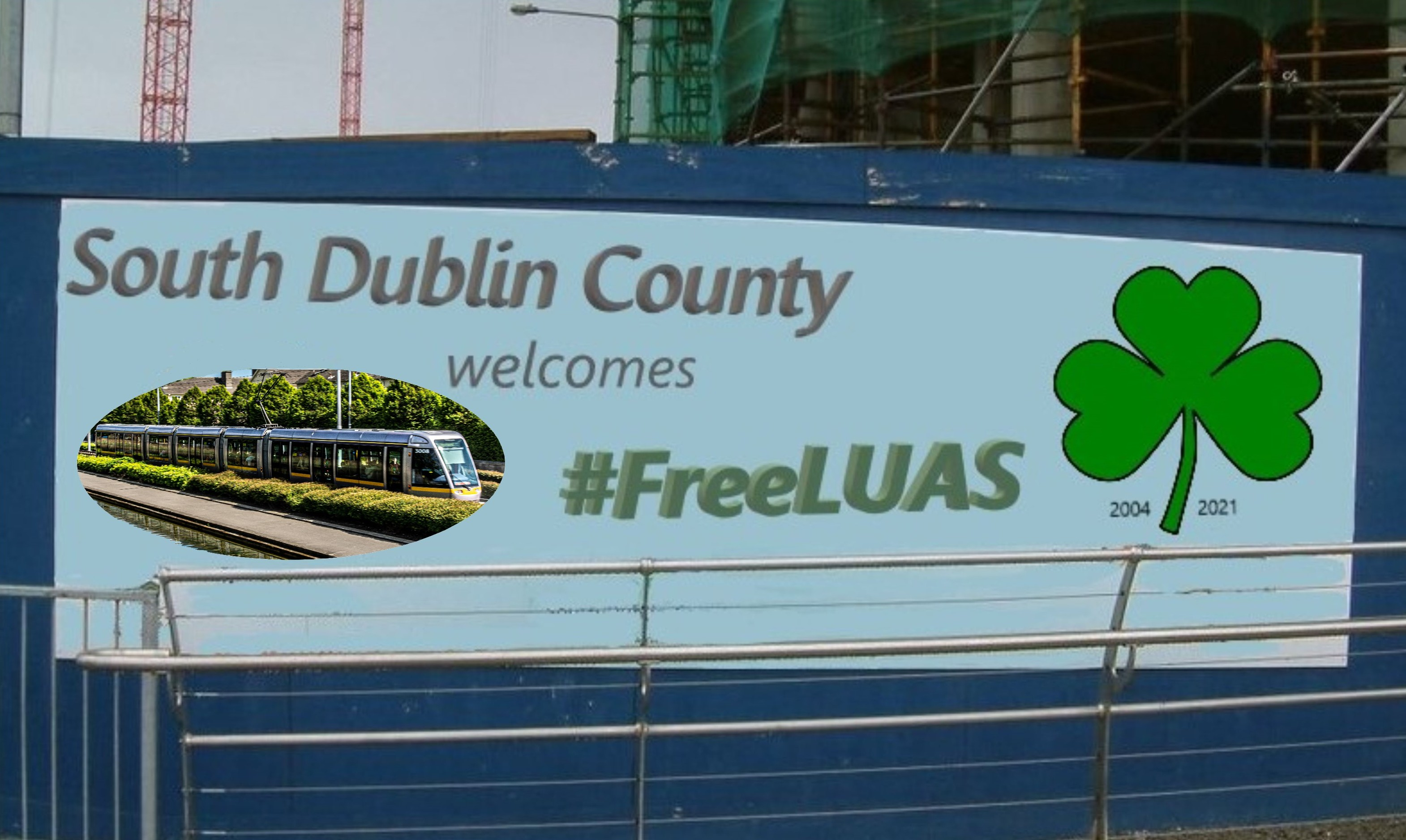
2004年欢迎轻轨到南都柏林的标语

最初预定开通运营的时间是2003年，但是开通时间因为建设延期而延长一年，在进行施工的同时举办广告活动向公众介绍轻轨项目的建设进度情况。此项目于2004年2月竣工，之后开始一段时间的测试和驾驶训练。2004年6月30日被决定为绿线开通运营的时间，第一辆电车开始在下午3点对公众服务，绿线轻轨的开通为民众提供了为期六天的免费搭乘。红线于2004年9月26日开通运营，并为民众提供了为期六天的免费搭乘。

### 2004年至今
到2006年11月，已有超过五千万人次出行搭乘此轻轨，每天大约九万人次。2007年该系统共运送乘客2840万人次，2008年共2740万人次，2009年则为2540万人次。2007年12月21日，该轻轨创下单日运送旅客最高纪录14.5万人次。
都柏林轻轨没有国家财政补贴。该轻轨服务共亏损98.5万欧元（2004年即达68万欧元），不及250万欧元的预期赤字。
2009年12月8日，红线康诺利站至港区的C1延伸线开通，延伸线不经过康诺利站，在康诺利站之前即分出，共有四座车站：乔治码头（George's Dock）、市长广场（Mayor Square-NCI）、斯宾塞码头（Spencer Dock）（服务新的港区火车站，距离大约500米远）、港区（The Point）（终点站）。终点站附近是爱尔兰最大、世界第五繁忙的3Arena室内剧场。延伸线工程开始于2007年6月，2009年9月试运行。
2010年10月16日，从桑迪福德至新娘狹谷的延伸线开通运营。
2010年6月完成了再加入两条延伸线的计划。2011年5月20日，都柏林市议会向爱尔兰规划委员会（爱尔兰语：An Bord Pleanála，简称ABP）关于BXD延伸线的口头听证会提交了意见书，指出历史悠久的市中心架空导线系统规划存在严重问题，并要求建立电线自由区。
2017年12月9日，绿线的穿城线在经历4年半的施工后举行通车仪式，正式载客运行。

## 基础设施

### 车站和线路
都柏林轻轨目前包含两条线路：

2009年12月8日前的都柏林轻轨的线路及车站

1. 红线（线路A、A1、C、C1） - 港區或康诺利站分别到塔拉特(广场)或赛格尔（英语：Saggart）（每条线路大约都是20.7（12.9英里））
2. 绿线（线路B、B1、Bx、D） - 布魯姆橋或桑迪福德/新娘狭谷（Bride's Glen）-帕內爾(南行)“Q形行驶”通过圣史蒂芬绿地到桑迪福德或新娘狭谷（Bride's Glen）17.5（10.9英里）

红线（线路A、A1、C、C1）沿东西方向穿过都柏林，跨过利菲河并向西南延伸到人口稠密的郊区塔拉特(广场)，或穿过城西社区最终抵达赛格尔。红线共有32个站点。
绿线（线路B）目前完全位于都柏林，此线主要沿着原哈考特街铁路线行驶，哈考特街铁路线1958年关闭时被保留下来，用于可能的再利用。绿线共有35个站点（包括两个尚未开放使用的站点）(其中六个车站只提供北行或南行服务)。
2017年12月9日前,绿线和红线线尚未互相连接，两条线路最近车站之间步行需要15分钟。
现今的都柏林輕軌路線及車站（页面存档备份，存于）

### 轨道和车辆

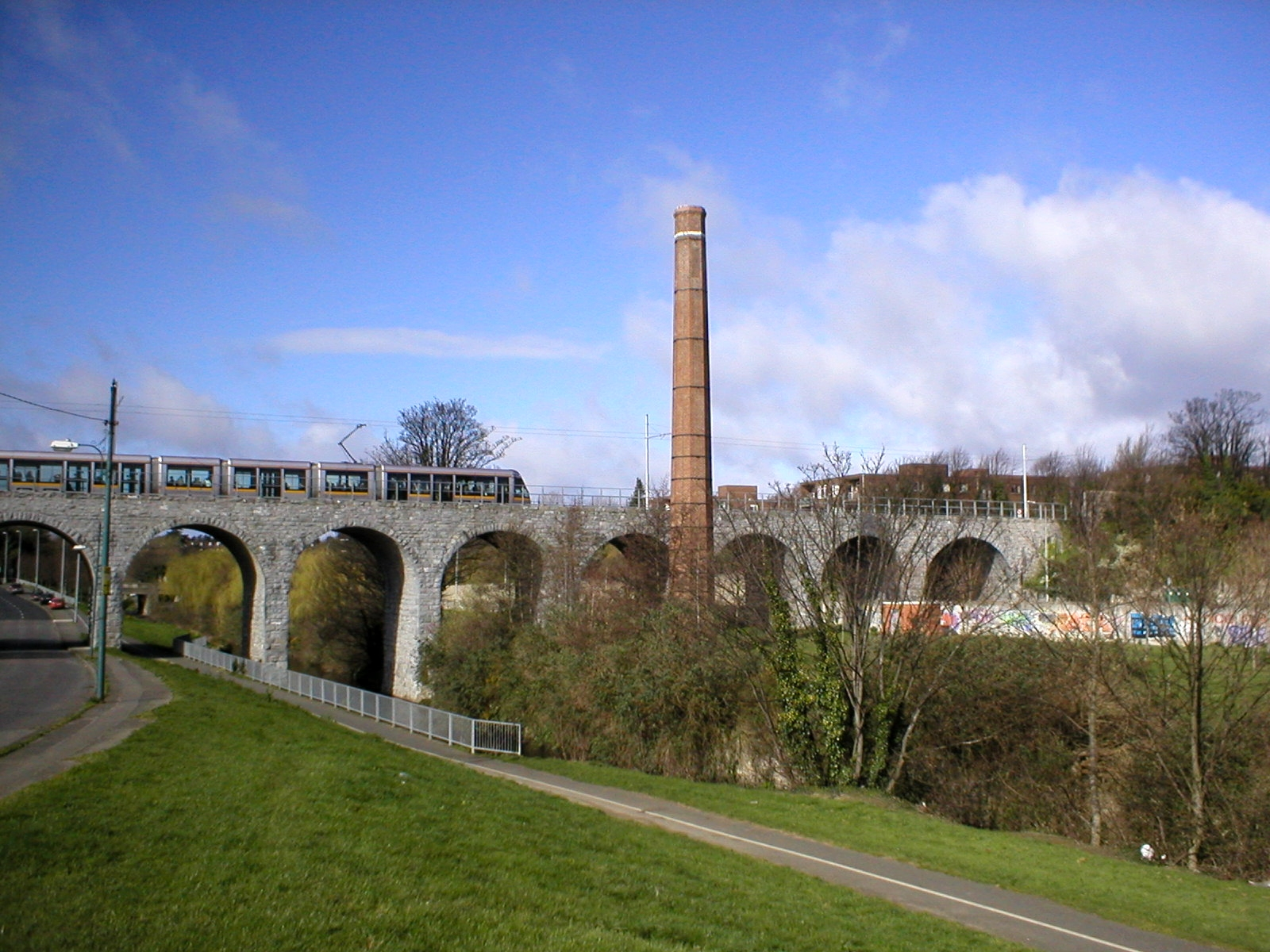
绿线轻轨经过米尔敦的九孔桥

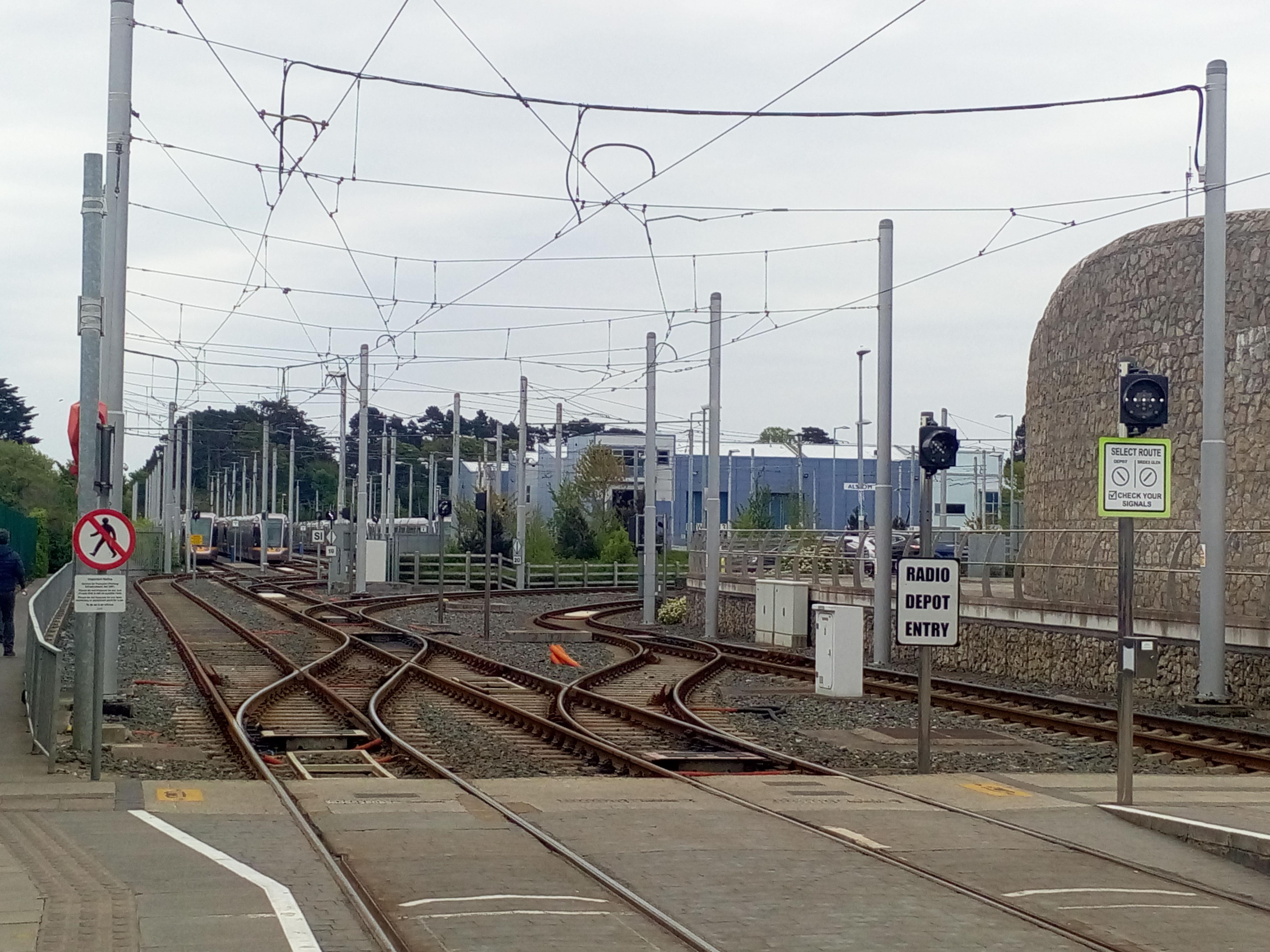
位于绿线桑迪福德的轻轨车场以及新娘峡谷方向延伸线的道岔

都柏林轻轨由750V直流电架空接触网提供动力，使用1,435毫米（4英尺8+1⁄2英寸）的国际标准轨距，而不是1,600毫米（5英尺3英寸）的爱尔兰轨距。
银色的Citadis电车由阿尔斯通公司在法国拉罗歇尔制造。电车在非街区路段最高时速达70 km/h，在街区路段低速行驶以避免与其他车辆或行人发生冲撞。最初的26辆(3001-3026)红线“3000”级电车为30米长(3卡)可运载256人的Citadis 301，14辆(4001-4014)绿线“4000”级电车为40米长的Citadis 401(5卡)，可运载358人包括两个轮椅位。2007年开始，所有红线“3000”级电车通过插入两个铰接部分伸长至40米(5卡)，最后一辆于2008年6月改装。目前只在红线營運，如有需要可调配到绿线行驶。由于这个原因，“5000”级电车机组已经在绿线级联运行。
26辆全新的43米(7卡)Citadis 402电车（编号“5000”级）(5001-5026)在2009年初交货，这些电车都是100%的特低地板电车，2019年开始，所有绿线“5000”级电车通过插入两个铰接部分伸长至55米(9卡)，最后一辆于2021年改装。目前只在绿线运营。
此外还将购买15辆55米长(9卡)电车(5027-5041)用于绿线/新的穿城线(Cross City Line)级联运行。

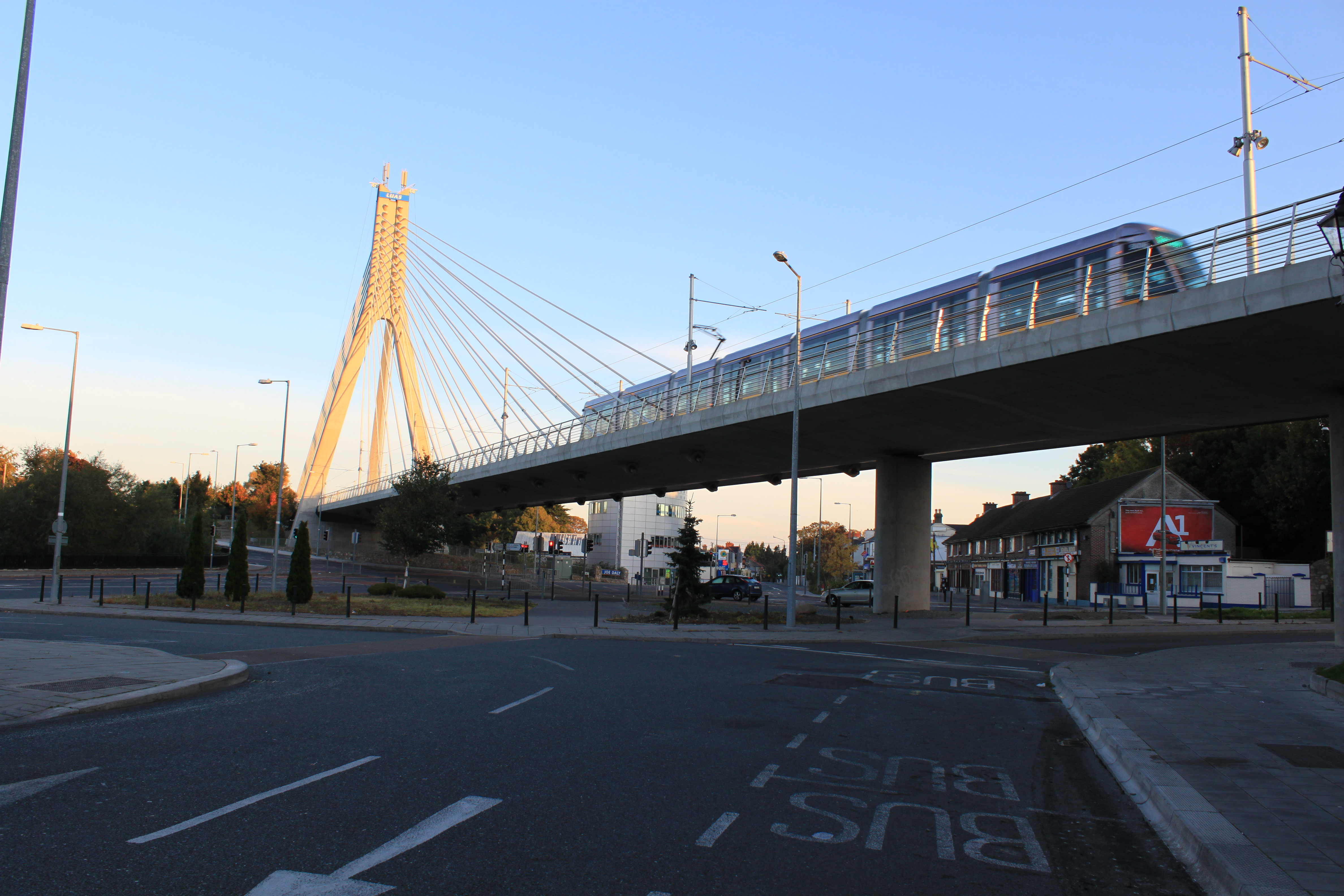
绿线轻轨经过邓德拉姆附近的威廉·达根桥

在其他方面，除了绿线轨道与轨道之间距离稍宽之外，绿线与红线是相同的。绿线的规划建设确保两轨道中心之间的距离为3,400 mm，包括400 mm额外增宽的轨道车辆运动空间（这与1,435毫米（4英尺8+1⁄2英寸）的轨距无关，绿线与红线的轨距是相同的）。如果将来升级到完整的地铁服务，车身更宽的地铁可以在绿线上行驶。这一设想是可能的，因为绿线使用了旧的哈考特街铁路线，因此很少与车辆或行人交汇。爱尔兰铁路采购局在2006年11月表示，“我们仍然设想在远期将所有轻轨线路更改为轻地铁标准”。
目前绿线上的主要结构工程是米尔敦高架桥（Milltown Viaduct），也称为九孔桥（The Nine Arches），一座建于1854年的的巨大石桥；威廉·达根桥（William Dargan Bridge）, 一座在塔尼（Taney）十字路口新建的大型斜拉悬索桥，位于邓德拉姆中心附近，斜拉桥以爱尔兰铁路之父威廉·达根命名。

### 廣播
自2010年以來，都柏林輕軌的廣播語言依次為英語、愛爾蘭語。

## 搭乘
搭乘轻轨的价格依站的远近而不同，老年人及残疾人士可免费搭乘轻轨。轻轨车票为信用卡大小的紫色纸张，每个轻轨站都有自动售票机，不仅出售单程票，也为成人、儿童和学生提供1天、7天和30天的按日车票。
现有名为跳躍卡的智能卡，因双面均为绿色，当地华人也称之“青蛙卡”，在有代售资格的便利店即可买到，该卡可在都柏林、科克、戈尔韦、沃特福德、利默里克、韦克斯福德的公共交通服务中使用，包括都柏林轻轨和城市公共汽车。leap卡的票价通常比现金购票便宜20%。搭乘轻轨上车前在站台的读卡机上刷一次，扣除单程距离最远站的车票价格；下车后在站台读卡机再刷一次，返还多扣除的金额。在便利店及轻轨站的自动售票机均可充值leap卡。
上车无人验票，在行驶过程中有验票员随机抽查，逃票将面临额度不低的金钱处罚。
圣诞节期间及新年前夜，夜班车的票价高达5欧元（leap卡4欧元）。

### 营业时间
- 註:此为头班车由总站开出的最迟时间(不计算康诺利站)及尾班车由总站开出的最早时间(不计算康诺利站),详情请参考:https://luas.ie/operating-hours.html（页面存档备份，存于）

- 星期一至星期五：绿线 05:45 - 00:17 ；红线 05:42 - 23:52

- 星期六：绿线 06:45 - 00:17 ；红线 06:42 - 23:52

- 星期日及银行假期：绿线 07:13 - 23:17 ；红线 07:12 - 22:51

高峰时段约每0-5分钟一班车，晚上九时起约每15分钟一班车，星期日及银行假期约每10分钟一班车。

### 无障碍搭乘
轻轨的低站台以及车身的宽敞使轮椅使用者可以轻松登上，所有站台均有斜坡设计，部分建于桥梁等高层的轻轨站设有升降机。

## 安全

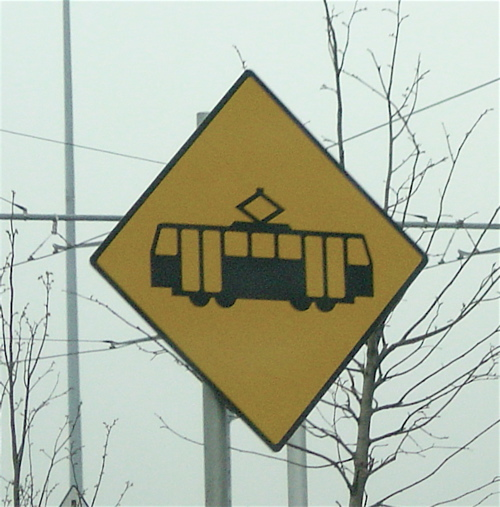
前有轻轨经过的路标警告

在轻轨开通之前，都柏林市中心曾举行过安全意识日，向行人和自行车使用者发放了数千个反光贴，以确保他们在轻轨司机眼中的可见性。这项措施已经凑效，因为都柏林轻轨被称为“世界最安全的运输系统之一”。轻轨电车和轻轨站被位于红牛站（Red Cow Depot）的监视摄影机中央控制室24小时监控。
在轻轨开通运营之前，人们担心轻轨的运行会导致大量的致命事故发生。然而到目前为止，仅有四人死亡。虽然发生过多次汽车与轻轨相撞的事故，但是主要原因是驾驶员闯红灯。

## 问题
建造红线和绿线的成本为7.28亿欧元。
原先的计划设想绿线将会在奥康奈街(O'Connell Street)与红线相汇，但是最终并未实现，两线最近车站之间留有15分钟的步行路程。这一问题随着2017年12月9日穿城线的开通得到解决。在规划中穿城线将能减轻都柏林市中心的交通负荷，然而由于轨道与原有的街道重叠，在狭小的空间里，轻轨阻碍了其他车辆及行人的通行，造成了更严重的交通拥堵，也增加了道路的安全隐患，被都柏林市民评为“无用之物”。

## 事故
轻轨发生过几次事故，导致其短暂关闭，其中包括五起致命事故。

### 2008年
2008年2月23日19:40分，一名59岁男子在塔拉的Cookstown站搭乘红线轻轨，头部被撞，第二天在医院身亡

### 2009年
2009年9月16日15时，一辆红线轻轨电车在都柏林市中心修道院街和O'Connell街的交叉路口与一辆16路双层公交车相撞，轻轨电车前端在事故中脱轨，驾驶室被公共汽车左侧压扁。至少21人受伤，3人重伤，包括不得不切割车辆残骸救出的轻轨电车司机

### 2011年
2011年10月11日16:20分，一名35岁的波兰籍男子，在休斯顿火车站附近的Steeven's Lane被一辆红线轻轨电车撞击身亡，导致部分路段轻轨停运3小时，轻轨运行在19:20分恢复正常。

### 2012年
2012年6月28日，一名32岁女性在因奇科尔（Inchicore）被一辆红线轻轨电车撞击，在黑马（Blackhorse）车站因跌落在轨道上被卷入轻轨电车与站台之间。被送往医院救治后于2012年7月6日死亡。

### 2014年
2014年4月7日，一辆红线轻轨电车在杰维斯（Jervis）街与修道院街的交叉路口与一辆汽车相撞，导致一名35岁行人当场死亡。

### 2016年
2016年10月28日，一辆红线轻轨电车在史密斯菲尔德（Smithfield）与一辆旅游巴士相撞，导致5人受伤。

### 2017年
2017年7月8日，一位女性在市中心圣詹姆斯·沃克街（St. James Walk）法蒂玛站（Fatima）附近被一辆红线轻轨电车撞击身亡。

## 计划线路

### 穿城线

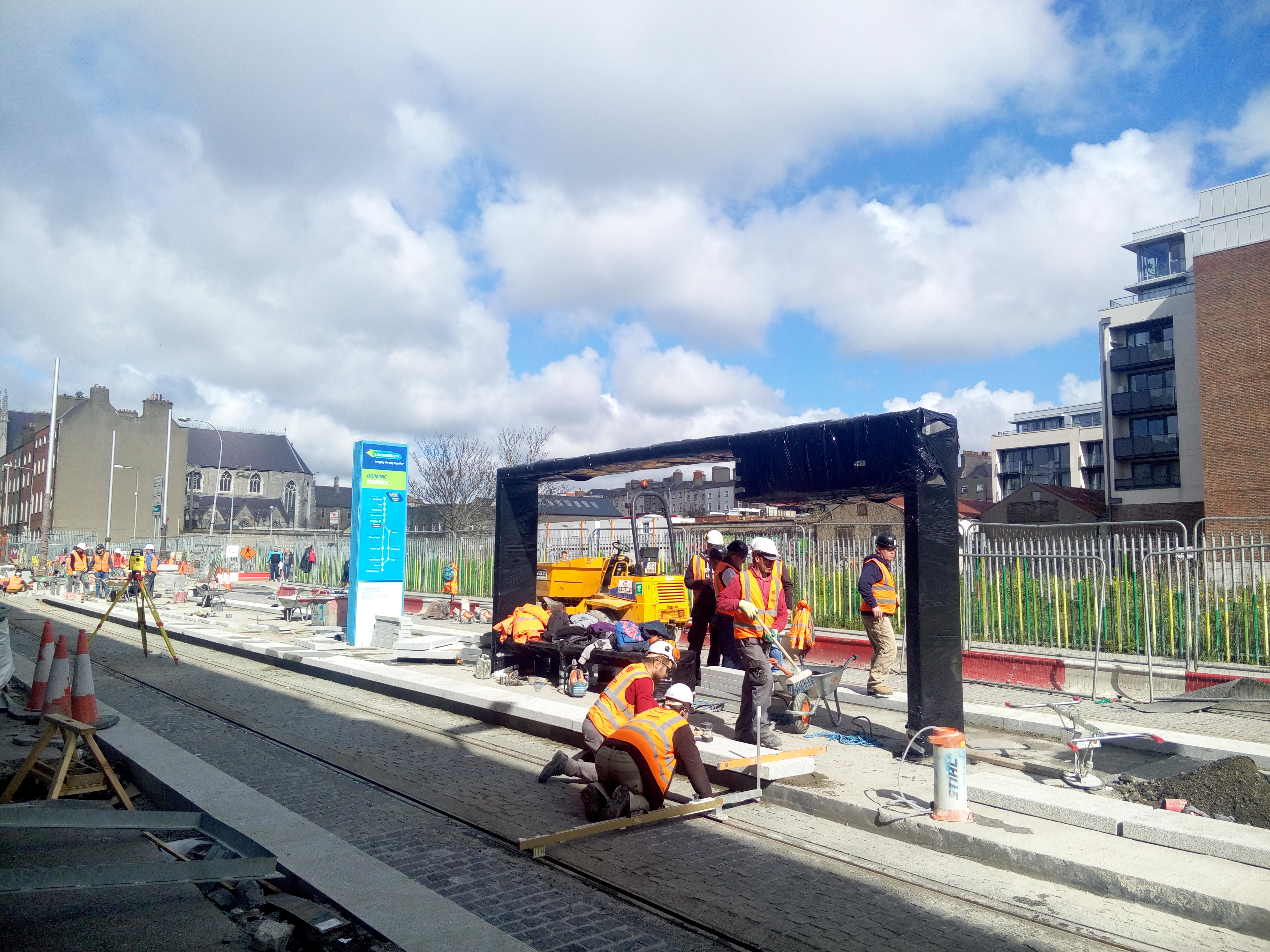
穿城线“多米尼克站”的施工照片

穿城线（Cross City Line）是绿线的延伸线，与红线轻轨电车相连接，然后在都柏林继续向北行驶，在布鲁姆桥与爱尔兰铁路换乘。延伸线工程从现有的绿线终点站圣史蒂芬绿地开始，工程于2013年6月开始施工，2017年12月9日正式通车运行。
- BX线（包括至布鲁姆桥的D线）– 绿线和红线在市中心连接。爱尔兰铁路采购局（RPA）于2005年12月开始就该路线向公众咨询，2007年3月公布了首选路线[41]。路线计划从圣史蒂芬绿地到圣三一,轻轨在这里从双轨变为单轨，再向北穿过怀斯特莫尔兰德街（Westmoreland Street），跨过奥康奈桥，沿着奥康奈尔街的西侧到卡瑟尔·布鲁尔街（Cathal Brugha Street）并向东转入之，之后又向南转入马尔堡街（Marlborough Street）行驶，穿过一座在利菲河上新建的桥，继续沿着霍金斯街（Hawkins Street）和学院綠地（College Green）行驶，并与圣三一线的双轨铁路相连。此项21号交通计划工程2012年完成规划，但是在2013年才开工建设，2015-2016年完工，2017年投入使用。爱尔兰铁路采购局向爱尔兰规划委员会提交了一份新轻轨线的计划申请，计划BX/D线将从圣史蒂芬绿地运行到布鲁姆桥，穿过市中心和Broadstone/Grangegorman。[42]。

- D线 – 市中心至利菲铁路转接站。这条支线将服务格兰治戈曼社区（Grangegorman）、规划的都柏林理工学院新校区，这将与梅努斯铁路线相连接。

在2011年11月10日，政府在其“2012-2016年基础设施与资本投资计划”中宣布了将绿线和红线轻轨电车连接的项目，继续称之为BXD线。此外没有其他新的规划线路被资助。2012年4月开始了跨越利菲河（连接马尔堡街和霍金斯街）的桥梁建设工作，这是轻轨BXD线向南行驶线路工程的一部分。2012年8月3日，爱尔兰规划委员会为轻轨BXD线授予了许可，这项工程自此被称为穿城线。

### 拟议计划
- B2线 – 新娘狭谷（Bride's Glen）至布雷的绿线延伸线，这条延伸线计划在2007年6月6日被宣布，计划建设6.8 km（4.2 mi），计划从查理伍德运行到费萨罗（Fassaroe）和布雷-戴利布雷（Daly Bray），非常靠近N11高速公路（英语：N11 road (Ireland)），最终在威尔福德（Wilford）立交桥附近穿过。

- D2线 – 索茲至布魯姆橋（Broom Bridge）的绿线延伸线，建议用来替代搁置的北部地铁（英语：MetroLink (Dublin)）[47]。

### 拟建线路
- E线 – 在2008年5月，相关机构对建设E线的可行性进行研究，从邓德拉姆（英语：Dundrum, Dublin）穿过拉斯法奈姆（Rathfarnham）、特伦讷（Terenure）、哈罗德十字架（Harold's Cross）街区至市中心[48]。研究发现这条线路在规划设计上是可行的，并将此计划上报给运输部长，但被指出当前经济不能应付此工程而被拒绝。

- F1/2线 – 市中心至卢肯。在2007年9月27日，运输部长诺埃尔·邓普西（Noel Dempsey）启动了到卢肯的轻轨线计划公众咨询，得到了两条主要线路和部分子线路的建设期望，预计将与拟建的西部地铁（英语：MetroLink (Dublin)）连接。首选路线于2008年11月公布，爱尔兰铁路采购局规划了精确的线路和具体的车站位置。两条线路的规划分为两部分，F1线将从卢肯连接现有红线线路的黑马（Blackhorse），F2线是从现有红线线路的詹姆士(医院)（英语：St. James's Hospital）（James's)连接到圣三一。

### 其他项目
现代轻轨系统在都柏林的成功，是其他爱尔兰城市开通电车系统的愿望支持。在2007年的竞选中，共和党和绿党都宣布计划在科克、利默里克、戈尔韦、沃特福德和布瑞开通电车系统。这两个政党与民主进步党（爱尔兰）在2007年的政府方案都包括一个部分，确保政府在头两年对这些计划的可行性进行研究。科克和利默里克计划在2009年年中完成研究。由于2008年开始经济危机，各投资计划方案被迫暂停，因此截止2016年依然没有完成可行性研究。

## 资料来源
1. 1 2 3 4 5  . Luas.   [2013-07-01]. （原始内容存档于2012-01-03）.
2. ↑  . insideireland.ie. 9 April 2015  [2017-02-03]. （原始内容存档于2015-04-09）.
3. ↑   (PDF). Dublin Transportation Office. November 2001  [2006-12-10]. （原始内容 (PDF)存档于2007-11-19）.
4. 1 2  . 爱尔兰华人志. 2017-12-09  [2017-12-21]. （原始内容存档于2019-06-13）.
5. 1 2  . 爱尔兰华人志. 2017-12-21  [2017-12-21]. （原始内容存档于2019-06-13）.
6. 1 2 3  . Railway Procurement Agency.   [2008-04-05]. （原始内容存档于2008-02-28）.
7. ↑  . RTÉ News. （原始内容存档于2012-10-26）.
8. ↑  . Railway Procurement Agency.   [2008-04-04]. （原始内容存档于2008-03-12）.
9. 1 2  . International Railway Journal. November 2006  [2008-04-05]. （原始内容存档于2009-08-03）.
10. ↑  . RTÉ News. 8 November 2006  [2006-12-10]. （原始内容存档于2007-09-12）.
11. ↑  . RTÉ News. 16 September 2009  [2017-02-04]. （原始内容存档于2012-10-25）.
12. ↑  . RTÉ News. 24 May 2010  [2017-02-04]. （原始内容存档于2012-10-26）.
13. ↑  . Railway Procurement Agency.   [2006-12-10]. （原始内容存档于2006-10-17）.
14. ↑  . RTÉ News. （原始内容存档于2009-12-14）.
15. ↑  . Railway Procurement Agency.   [2014-12-30]. （原始内容存档于2014-12-31）.
16. ↑  Breda Heffernan; Stephen O'Farrell. . Irish Independent. 13 September 2009  [2009-09-18]. （原始内容存档于2009-09-15）.
17. ↑  . The Irish Times. （原始内容存档于2012-10-21）.
18. ↑  . transportfordublin.ie. 3 February 2012  [2017-02-04]. （原始内容存档于2012-02-03）.
19. ↑  . Transport for Dublin. 20 May 2011  [2017-02-04]. （原始内容 (docx)存档于2012-01-19）.
20. 1 2  . Railway-Technology.com.   [2008-04-05]. （原始内容存档于2011-06-07）.
21. ↑  Department of Transport.  (PDF): 16–17. 5 March 2008  [2008-04-04]. []
22. ↑  . Railway Gazette International. April 2014  [2014-10-18]. （原始内容存档于2014-10-24）.
23. ↑  Tim Paul.  (PDF).   [2016-09-05]. （原始内容存档 (PDF)于2016-09-13）.
24. ↑  .   [2010-07-05]. （原始内容存档于2008-10-17）.
25. ↑  .   [2017-02-04]. （原始内容存档于2017-02-05）.
26. ↑  . Breakingnews.ie. 3 June 2007  [2007-12-02]. （原始内容存档于2007-09-27）.
27. ↑  . Luas.   [2013-12-30]. （原始内容存档于2012-01-03）.
28. ↑  . RTÉ. （原始内容存档于2012-10-12）.
29. ↑  . Irish Independent. 26 February 2008  [31 March 2016]. （原始内容存档于2017-07-01）.
30. ↑  . Raidió Teilifís Éireann. 16 September 2009  [2009-09-17]. （原始内容存档于2009-09-22）.
31. ↑  Olivia Kelly; Jenny Hauser. . The Irish Times. 17 September 2009. （原始内容存档于2012-10-17）.
32. ↑  Pamela Duncan. . The Irish Times. 17 September 2009. （原始内容存档于2012-10-17）.
33. ↑  . RTE.ie. 27 April 2012  [2017-02-04]. （原始内容存档于2014-12-31）.
34. ↑  Gavan Reilly. . TheJournal.ie. 11 October 2011. （原始内容存档于2017-02-05）.
35. ↑  . Herald.ie.   [2017-02-04]. （原始内容存档于2017-06-30）.
36. ↑  . RTÉ News. 7 April 2014  [2014-04-07]. （原始内容存档于2014-04-08）.
37. ↑  Melia, Paul; Bray, Allison. . Irish Independent. 28 October 2016  [30 October 2016]. （原始内容存档于2019-06-13）.
38. ↑  . Irish Independent. 8 July 2017  [8 July 2017]. （原始内容存档于2017-12-22）.
39. ↑  . RTÉ. 3 August 2012  [2012-08-05]. （原始内容存档于2012-08-05）.
40. ↑  . 爱尔兰华人志.   [2017-11-12]. （原始内容存档于2019-06-13）.
41. ↑  .   [2017-02-09]. （原始内容存档于2011-06-15）.
42. ↑  . Press Centre: Parliamentary Questions 2008. Department of Transport. 11 November 2008  [2009-03-07]. （原始内容存档于2011-06-15）.
43. ↑  . RTÉ News. 10 November 2011  [2017-02-09]. （原始内容存档于2012-01-21）.
44. ↑  . Department of Public Expenditure and Reform.   [2011-12-05]. （原始内容存档于2014-10-17）.
45. ↑  . Evening Herald. 28 April 2012. （原始内容存档于2012-07-04）.
46. ↑  . Irish Examiner.   [2013-05-27]. （原始内容存档于2013-10-16）.
47. ↑  . The Irish Times. 16 April 2015  [2017-02-09]. （原始内容存档于2016-04-12）.
48. ↑  . Railway Procurement Agency.   [2017-02-09]. （原始内容 (PDF)存档于2017-06-20）.
49. ↑   (PDF). Department of Foreign Affairs: 13. June 2007  [2009-03-07]. （原始内容存档 (PDF)于2009-03-17）.
50. ↑  . Press Centre: Parliamentary Questions 2008. Department of Transport. 5 February 2008  [2009-03-07]. （原始内容存档于2011-06-15）.